# Дманиси
Дманиси (груз. დმანისი) је град у јужној Грузија у регији Доњи Картли, која се налази око 85 km југозападно од главног града Тбилисија. Врхунац развоја и значаја је овај град доживео у 12. веку. У свету је познат по археолошком налазишту фосила старих 1,8 милиона година (homo georgicus). Према процени из 2009. у граду је живело 3.600 становника.

## Становништво
Према процени, у граду је 2009. живело 3.600 становника.
| 1989. | 2002. |
| ----- | ----- |
| 8.650 | 3.426 |